# Nanami
Nanami (en hiraganas ななみ) est un prénom japonais féminin.
Ce prénom est très fréquent et se retrouve actuellement principalement parmi les jeunes. Il est actuellement le deuxième plus fréquemment donné aux enfants.

## En kanjis
Nanami peut notamment s'écrire en kanjis :
- 七海 : les sept océans
- 愛光 : lumière d'amour
- 夏波 : vague d'été
- 菜苗美 : belle pousse
- 七生 : sept vies
- 和心 : esprit typique du Japon ou encore esprit d'harmonie.

## Personnes célèbres
- Nanami Shiono (七生 塩野?)
- Nanami Kondō
- Nanami Ōtani
- Nanami Ōta (大田 ななみ?)
- Nanami Kamon (加門 七海, Kamon Nanami?).

## Dans les œuvres de fictions
- Nanami est l'un des personnages principaux de l'anime El Hazard
- Nanami est le personnage principal de l'anime Tico des sept mers
- Nanami est l'un des personnages principaux du manga Devil Devil
- Nanami Kiryuu est l'un des personnages secondaires du manga et anime Utena la fillette révolutionnaire
- Nanami. Le théâtre du vent, bande dessinée sortie en février 2006
- Nanami Lucia est l'héroïne du manga Mermaid Melody
- Nanami Madobe est l'OS-tan du système d'exploitation Windows 7
- Nanami Kento est un personnage du manga et de l’anime Jujutsu Kaisen
- Nanami Takahashi est le personnage principal du manga C'était nous
- Nanami Momozono est le personnage principal de l'anime Divine Nanami
- Nanami Takatsuki est l'un des personnages principaux du manga Dog Days
- Nanami est l'un des personnages principaux du manga et de l'anime Yagate kimi ni naru (Bloom Into You)